# ITV十點新聞
ITV十點新聞（ITV News at Ten）是英國獨立電視台的旗艦新聞節目，由ITN製作。節目開始播出於1967年7月3日，由傑弗瑞·考克斯提案創建。在1967年7月時，該節目只計劃播出13週，因為獨立電視台內的資深人士不相信一個30分鐘的晚間新聞節目會受到觀眾歡迎。然而該節目在播出之後十分受到觀眾歡迎，並得以在獨立電視台的節目表中佔據一席之地。
十點新聞因其深入且自然的報導而受到觀眾的歡迎，並且提供新聞分析性的內容，而這是ITN的短新聞節目所缺乏的。有多位英國電視新聞史上的著名主播都主持過十點新聞，包括阿里斯戴爾·伯奈特、桑迪·高爾、雷金納德·波桑奎特、安娜·福特、阿里斯戴爾·斯圖爾特和特雷弗·麥克唐納。在1999年3月獨立電視台停播該節目改播娛樂節目時，輿論曾一片嘩然。2001年，該節目曾一度恢復播出，但在2004年又改在22點30分播出。在2008年1月，時隔四年之後，十點新聞再次回到ITV節目表。
在1967年至1992年期間，十點新聞從未更換其片頭音樂。這段音樂是由強尼·皮爾森節選自其作品《The Awakening》而來。在1992年，作曲家戴夫·休森改編了這段音樂，以對應節目在11月改版。現在使用的版本又名“Global Broadcast”，仍由戴夫·休森编曲，這段音樂被用在獨立電視台的多檔新聞節目當中。而在ITN於1999年出版的書籍中，亦有一段內容專門介紹這段音樂。

## 歷史

### 1967年至1999年
自1955年9月以來，ITN就提供給獨立電視台新聞節目。當時獨立電視台的主要新聞節目名為夜間新聞（Late Night News），時長14分鐘，在晚間的任意時段播出。編輯傑弗瑞·考克斯在1956年開始在ITN工作之後，一直認為應該獨立電視台應該自獨立電視管理局獲得播出較長時間新聞節目的許可。考克斯認為14分鐘的長度不足以介紹新聞的全貌和提供新聞分析。他提議設立一個時長30分的晚間新聞節目，但獨立電視台對此堅決反對。電視台不願在播出娛樂節目的黃金時段插入新聞節目。在1967年年初，獨立電視管理局同意了ITN的請求。獨立電視台雖然一開始並不情願，但在ITN和獨立電視管理局提案先嘗試13週後，獨立電視台同意了播出長時間新聞節目的提案。節目被安排在週一至週五的22點播出，並且於1967年7月3日開播。 考克斯出任節目的編輯，阿里斯戴爾·伯奈特和安德魯·加德納則出任節目的主持人。同時雷金納德·波桑奎特和喬治·費奇有時也在攝影棚播報新聞
。新節目的目標是「去除編造，帶來事實和真實的新聞」。然而節目的開局並不順利。獨立電視台也未改變其意圖終止節目的想法。然而在接下來的數週，節目的收視率增加至每晚有約700萬觀眾收看。獨立電視台迫不得已同意繼續播出該節目。節目在哪些較晚回家的觀眾哄特別受到歡迎，並且提供一日新聞的深度報導。
十點新聞的新聞播出模式對今日的新聞節目都產生了影響。此外，起用兩名主播播報新聞也是十點新聞的特徵。十點新聞的另一大特點是使用大本鐘鐘聲。在片頭介紹今日新聞概要時，十點新聞會使用大本鐘的鐘聲來區隔不同的新聞。阿里斯戴爾·伯奈特成為十點新聞最初十年最著名的主播，他「優雅的禮儀和恭敬的採訪風格」成為節目的標誌。十點新聞因其對外國新聞的廣泛取材而確立了聲譽。駐外記者桑迪·高爾在1965年前往越南採訪越南戰爭，是首位採訪越戰的ITN記者。在此之後他曾返回越南數次，並製作多個報告在十點新聞節目中播出，直到1975年西貢淪陷他被強制趕出越南。邁克爾·尼科爾森則在節目中播報了有關1976年索韋托暴動的新聞，在1982年又帶來福克蘭群島戰爭的新聞，之後他因他的工作而獲得南大西洋勳章。除了播出大量來自外國的新聞之外，衛星技術的發展還幫助節目得以在有突發新聞發生時能從海外帶來最新的報導。十點新聞播放過的其他重大新聞還包括1986年伊麗莎白二世遊覽中國長城；阿里斯戴爾·伯奈特曾在美國總統選舉期間在美國主持十點新聞節目，包括1984年共和黨和民主黨 的黨大會。阿里斯戴爾·斯圖爾特在1989年柏林牆倒塌時曾在現場主持節目；1991年波斯灣戰爭時，節目曾在沙烏地阿拉伯和解放後的科威特城等地現場直播。
十點新聞具親切性的團隊幫助節目成為英國最知名的電視節目之一，十點新聞的觀眾數一直都超過BBC的旗艦新聞節目BBC九點新聞。1978年，安娜·福特成為十點新聞首位女性主播。在此之後，賽琳娜·斯科特、卡羅爾·巴恩斯、帕梅拉·阿姆斯特朗和朱莉婭·薩默維爾等女主播亦加入節目的主持陣容。然而，十點新聞也受到了批評。有評論認為伯奈特在1980年代末期已經有些脫離觀眾，並且十點新聞也已經有些過時。還有批評認為節目已經喪失了其開播時的個性。雖然如此，節目在1980年代仍然享有很高的收視率，並且在1990年代也有很多觀眾。伯奈特在1991年從ITN退休，在這之後，節目進行了改版。為了奪回一些失去的「個性」，節目決定將主持人由兩位主播改為一位主播，新的主持人是特雷弗·麥克唐納，他之後成為英國最受歡迎和最知名的新聞主播之一。在麥克唐納休假時，朱莉婭·薩默維爾、約翰·蘇切特和德莫特·默納漢曾出任代班主播。節目還更新了其主題音樂。新的十點新聞於1992年11月開始播出，直至1999年3月。

### 1999年至2004年
在經過反复討論之後，獨立電視委員會同意獨立電視台在1999年3月停播十點新聞，改播電視劇或電影等娛樂節目。獨立電視台正好在同一時期對新聞節目進行大改版，並在播出時不再突出ITN，而改強調ITV新聞品牌。新的旗艦新聞節目是ITV晚間新聞（ITV Evening News），時長30分鐘，主播是特雷弗·麥克唐納。同時還在23點播出一個名為ITV夜間新聞（ITV Nightly News）的節目，時長20分鐘。在22點播出一個一分鐘的短新聞節目。不過在2000年，ITV新聞的收視率下降了14%。獨立電視委員會決定解決這一問題，並且認定停播十點新聞給獨立電視台的收視率帶來打擊。獨立電視台同意獨立電視委員會的建議，同意恢復播出十點新聞，但要求一個禮拜只在22點播出三次新聞，並且削減長度。在這一時期，BBC總裁格雷格·戴克宣布將把BBC九點新聞的播出時間移至22點，和ITN直接對打。雖然如此，BBC十點新聞並沒有立刻給復播的ITV十點新聞的收視率帶來負面影響。而復播的ITV十點新聞由特雷弗·麥克唐納主持。ITV夜間新聞宣告停播。ITV晚間新聞則維持播出，並改由兩名主播主持，分別是德莫特·默納漢和瑪麗·南丁格爾。
和之前的ITV夜間新聞一樣，新的ITV十點新聞只有20分鐘，最後的10分鐘則播出地方新聞。新的十點新聞的另一特徵是每週只播出三次，週五在23點播出，並以ITV週末新聞（ITV Weekend News）的名稱播出。與之相對，BBC十點新聞每週固定播出六次，且每次都在10點播出，這也使得觀眾逐漸改收看BBC的十點新聞。而ITV十點新聞則經常因播出娛樂節目而延遲播出時間，很少準時在22點播出，這使得一些人批評新的十點新聞應該改名為「幾點新聞？（News at When?）」。2003年底，在卡爾頓通信和格拉納達股份合併為獨立電視公司之後，ITV十點新聞再次宣布將被停播。在2004年2月2日，ITV十點半新聞開始播出，主持人是特雷弗·麥克唐納。2005年2月15日，麥克唐納從ITN退休，節目改由馬克·奧斯汀主持。

### 2008年至2009年
獨立電視公司主席邁克爾·格雷德在2007年10月31日證實獨立電視台計劃恢復播出十點新聞，並宣布將在2008年初重新播出這一節目。在2008年1月14日，十點新聞在每週一至週四恢復播出。而在週五，獨立電視台則於晚間11點播出一檔名為夜間新聞的節目。麥克唐納重回主播台，和前天空新聞台主播朱莉·艾特奇厄姆共同主持新的十點新聞。此外馬克·奧斯汀也是節目的主持人。2008年10月30日，麥克唐納被證實將在華盛頓主持美國總統大選特別節目之後，在11月離開十點新聞主播台。但麥克唐納仍會繼續留在獨立電視台，在ITV新聞節目今夜播出特別版時仍會擔當主持任務。從2008年11月開始，馬克·奧斯汀將接替麥克唐納，成為十點新聞的主持人。奧斯汀在2009年8月之前亦繼續擔任ITV六點半新聞的主播。之後他在六點半新聞的主播工作由阿里斯戴爾·斯圖爾特接替。
在2009年2月25日，獨立電視台宣布自3月13日開始，週五的夜間新聞停播，而十點新聞在週五也將開始播出。有人指出上升的收視率和成功的主持配對使得節目得以每週有五天在十點播出。自2008年恢復播出之後，節目的收視率保持堅挺。十點新聞經常能有250萬觀眾收看，並且時常提高至300萬觀眾。在2008年十點新聞恢復播出當天，有380萬觀眾收看了十點新聞，而BBC的十點新聞有490萬觀眾收看。在2008年2月27日，有430萬觀眾收看了十點新聞。而BBC十點新聞則因為足總杯賽事延遲30分鐘播出，有360萬觀眾收看。2009年2月2日，由於大雪天氣使得收看電視新聞的觀眾比平時多，十點新聞亦錄得480萬人收看的記錄。在2009年5月25日至29日，由於十點新聞安排在英國達人半決賽之後播出，收視率也被帶動提高。在5月26日，十點新聞有610萬觀眾收看，而BBC十點新聞有410萬觀眾收看。但在5月27日，由於播出足球賽事導致新聞延後10分鐘播出，十點新聞只有240萬觀眾收看。在5月28日，十點新聞錄得640萬人觀眾收看，是2003年以來的最高收視紀錄。而BBC十點新聞則當天只有360萬人收看。

### 2009年至現在
自2009年11月2日開始，十點新聞改以ITV新聞的品牌播出（正式名稱改為ITV十點新聞），片頭中亦刪去了象徵十點新聞的大本鐘畫面。但播報頭條時使用的大本鐘鐘聲仍繼續保留。
2013年1月14日，ITV新聞進行改版。ITV十點新聞的片頭亦重新出現大本鐘畫面。2015年10月，ITV十點新聞改為從兩人主持改為由湯姆·布拉德比一人主持。2016年1月，節目片頭和佈景進行小幅更換。

## 獲得獎項
十點新聞首次獲獎是在1968年8月獲得來自Mediawatch-uk的獎項。
在2009年4月26日，憑藉其在2008年汶川大地震中的報導，ITV十點新聞獲得了英國學術電視獎。在9月份，節目又獲得了國際艾美獎。
在2009年12月，ITV十點新聞獲得了簡明英語獎（Plain English Awards）中的國家最佳電視節目獎（Best National Television Programme）。2010年6月6日，節目又憑藉在2010年海地地震中的報導贏得英國學術電視獎。
2011年2月，ITV十點新聞贏得了皇家電視學會電視新聞獎中的年度新聞節目獎。

## 外部連結
- itv.com上《ITV News 》的資料
- ITN.co.uk（页面存档备份，存于）
- ITV News的Facebook專頁
- ITV News的X（前Twitter）